# فهرست روسای مجلس ملی لسوتو
فهرست روسای مجلس ملی لسوتو
مجلس ملی لسوتو در سال ۱۹۶۵ تأسیس شد و پیش از آن، شورای ملی باسوتولند فعالیت داشت. والتر پی. استنفورد از سال ۱۹۶۱ تا ۱۹۶۵ رئیس شورای ملی بود. در ادامه، فهرستی از رؤسای مجلس ملی آمده‌است:

## فهرست

### وضعیت
| شمار | نام                | آغاز دوره      | پایان دوره     | مدت            | وضعیت  | یادداشت                        |
| ---- | ------------------ | -------------- | -------------- | -------------- | ------ | ------------------------------ |
| ۱    | والتر پی. استنفورد | ۱۹۶۵           | ۱۹۷۰           | ۵ سال          | —      | نخستین رئیس مجلس پس از استقلال |
| —    | (بدون رئیس)        | ۱۹۷۰           | ۱۹۷۳           | ۳ سال          | تعلیق  | پارلمان معلق شده بود           |
| ۲    | جان تبوهو کولانه   | ۱۹۷۳           | ۲۰ ژانویه ۱۹۸۶ | ۱۳ سال، ۱۹ روز | —      | رئیس مجلس موقت                 |
| —    | (مجلس منحل)        | ۲۰ ژانویه ۱۹۸۶ | ۱۹۹۰           | ۴ سال          | انحلال | مجلس منحل‌شده بود               |
| (۲)  | جان تبوهو کولانه   | ۱۹۹۰           | ۱۹۹۲           | ۲ سال          | —      | رئیس مجلس مؤسسان               |
| (۲)  | جان تبوهو کولانه   | ۱۹۹۳           | ۱۹۹۹           | ۶ سال          | —      | درگذشت در زمان مسئولیت         |
| ۳    | نطلوی موتسامای     | ۱۹۹۹           | ۲۰۱۲           | ۱۳ سال         | —      | نخستین رئیس زن مجلس            |
| ۴    | سفری موتانیانه     | ۶ ژوئن ۲۰۱۲    | ۲۰۱۵           | ۲ سال، ۲۰۹ روز | —      | —                              |
| (۳)  | نطلوی موتسامای     | ۱۰ مارس ۲۰۱۵   | ۱۲ ژوئن ۲۰۱۷   | ۲ سال، ۹۴ روز  | —      | —                              |
| (۴)  | سفری موتانیانه     | ۱۲ ژوئن ۲۰۱۷   | ۲۵ اکتبر ۲۰۲۲  | ۵ سال، ۱۳۵ روز | —      | —                              |
| ۵    | تلوهانگ سکامانه    | ۲۵ اکتبر ۲۰۲۲  | اکنون          | ۲ سال، ۲۱۳ روز | —      | رئیس کنونی مجلس                |